# Orientierungslauf-Europameisterschaften 2008
Die 7. Orientierungslauf-Europameisterschaften, die 5. seit der Wiedereinführung des Wettbewerbs im Jahr 2000, fanden vom 25. Mai bis 1. Juni 2008 in und um Ventspils in Lettland statt.

## Wettkampfzeitplan
- 26. Mai 2008: Qualifikation und Finale Sprint (in Ventspils)
- 27. Mai 2008: Qualifikation Langdistanz (in Liepene)
- 28. Mai 2008: Finale Langdistanz (in Irbene)
- 30. Mai 2008: Qualifikation Mitteldistanz (in Jaunupe)
- 31. Mai 2008: Finale Mitteldistanz (in Jaunupe)
- 1. Juni 2008: Staffel (in Ventspils)

## Herren

### Sprint
| Platz | Land | Athlet                | Zeit      |
| ----- | ---- | --------------------- | --------- |
| 1     | SWE  | Emil Wingstedt        | 13:11 min |
| 2     | SUI  | Daniel Hubmann        | 13:25 min |
| 3     | RUS  | Andrei Chramow        | 13:35 min |
| 4     | GBR  | Scott Fraser          | 13:37 min |
| 5     | NOR  | Lars Skjeset          | 13:43 min |
| 6     | SWE  | Peter Öberg           | 13:44 min |
| 7     | FIN  | Mats Haldin           | 13:45 min |
| 8     | FRA  | Thierry Gueorgiou     | 13:46 min |
|       | NOR  | Øystein Kvaal Østerbø | 13:46 min |

Sprint: 26. Mai 2008

Titelverteidiger:  Emil Wingstedt

Ort: Ventspils

Länge: 3,1 km

Steigung: 20 m

Posten: 19

### Mitteldistanz
| Platz | Land | Athlet            | Zeit      |
| ----- | ---- | ----------------- | --------- |
| 1     | FRA  | Thierry Gueorgiou | 35:41 min |
| 2     | LAT  | Mārtiņš Sirmais   | 36:07 min |
| 3     | FIN  | Pasi Ikonen       | 36:31 min |
| 4     | SUI  | Daniel Hubmann    | 36:59 min |
| 5     | SWE  | Emil Wingstedt    | 37:18 min |
| 6     | RUS  | Walentin Nowikow  | 37:34 min |
|       | SWE  | Mats Troeng       | 37:34 min |
| 8     | FIN  | Jarkko Huovila    | 37:51 min |

Mitteldistanz: 31. Mai 2008

Titelverteidiger:  Thierry Gueorgiou

Ort: Jaunupe

Länge: 6,5 km

Steigung: 140 m

Posten: 22

### Langdistanz
| Platz | Land | Athlet           | Zeit      |
| ----- | ---- | ---------------- | --------- |
| 1     | RUS  | Dmitri Zwetkow   | 1:29:12 h |
| 2     | SUI  | Daniel Hubmann   | 1:29:45 h |
| 3     | SWE  | Emil Wingstedt   | 1:29:46 h |
| 4     | SUI  | Matthias Merz    | 1:31:00 h |
| 5     | SWE  | Martin Johansson | 1:31:42 h |
| 6     | SUI  | Baptiste Rollier | 1:32:31 h |
| 7     | LAT  | Edgars Bertuks   | 1:32:43 h |
| 8     | NOR  | Audun Weltzien   | 1:33:11 h |

Langdistanz: 26. Mai 2008

Titelverteidiger:  Jani Lakanen

Ort: Irbene

Länge: 17,5 km

Steigung: 260 m

Posten: 33

### Staffel
| Platz | Land | Athleten                                           | Zeit      |
| ----- | ---- | -------------------------------------------------- | --------- |
| 1     | RUS  | Dmitri Zwetkow Andrei Chramow Walentin Nowikow     | 2:03:13 h |
| 2     | SUI  | Baptiste Rollier Matthias Merz Daniel Hubmann      | 2:03:28 h |
| 3     | FIN  | Jarkko Huovila Pasi Ikonen Mats Haldin             | 2:05:32 h |
| 4     | FRA  | Damien Renard François Gonon Thierry Gueorgiou     | 2:05:35 h |
| 5     | CZE  | Jan Procházka Tomáš Dlabaja Michal Smola           | 2:05:36 h |
| 6     | SWE  | Erik Ohlund Mattias Millinger Martin Per Johansson | 2:06:46 h |
| 7     | GBR  | Graham Gristwood Oli Johnson Jamie Stevenson       | 2:07:18 h |
| 8     | NOR  | Lars Skjeset Anders Nordberg Øystein Kvaal Østerbø | 2:09:52 h |

Staffel: 1. Juni 2008

Titelverteidiger:  Niclas Jonasson, Peter Öberg, David Andersson

Ort: Ventspils

## Damen

### Sprint
| Platz | Land | Athletin               | Zeit      |
| ----- | ---- | ---------------------- | --------- |
| 1     | NOR  | Anne Margrethe Hausken | 11:11 min |
| 2     | FIN  | Heli Jukkola           | 11:14 min |
| 3     | SWE  | Helena Jansson         | 11:17 min |
| 4     | FIN  | Minna Kauppi           | 11:39 min |
| 5     | FIN  | Merja Rantanen         | 11:40 min |
| 6     | CZE  | Radka Brožková         | 11:44 min |
| 7     | SWE  | Linnea Gustafsson      | 11:46 min |
| 8     | SWE  | Sofie Johansson        | 11:53 min |

Sprint: 26. Mai 2008

Titelverteidigerin:  Simone Niggli

Ort: Ventspils

Länge: 2,5 km

Steigung: 15 m

Posten: 17

### Mitteldistanz
| Platz | Land | Athletin               | Zeit      |
| ----- | ---- | ---------------------- | --------- |
| 1     | FIN  | Heli Jukkola           | 31:05 min |
| 2     | FIN  | Merja Rantanen         | 31:31 min |
| 3     | FIN  | Minna Kauppi           | 31:55 min |
| 4     | RUS  | Tatjana Rjabkina       | 32:12 min |
| 5     | DEN  | Signe Søes             | 32:27 min |
| 6     | CZE  | Radka Brožková         | 33:23 min |
| 7     | NOR  | Anne Margrethe Hausken | 33:24 min |
| 8     | FIN  | Katri Lindqvist        | 33:32 min |

Mitteldistanz: 31. Mai 2008

Titelverteidigerin:  Minna Kauppi

Ort: Ventspils

Länge: 5,2 km

Steigung:

Posten: 16

### Langdistanz
| Platz | Land | Athletin               | Zeit      |
| ----- | ---- | ---------------------- | --------- |
| 1     | NOR  | Anne Margrethe Hausken | 1:08:55 h |
| 2     | RUS  | Tatjana Rijabkina      | 1:09:48 h |
| 3     | SWE  | Emma Engstrand         | 1:10:33 h |
| 4     | RUS  | Julia Nowikowa         | 1:11:19 h |
| 5     | SWE  | Sofie Johansson        | 1:11:48 h |
| 6     | FIN  | Merja Rantanen         | 1:13:16 h |
| 7     | FIN  | Bodil Holmström        | 1:13:21 h |
| 8     | CZE  | Dana Brožková          | 1:14:21 h |

Langdistanz: 28. Mai 2008

Titelverteidigerin:  Simone Niggli

Ort: Irbene (Karte: Staldzene)

Länge: 11,0 km

Steigung: 140 m

Posten: 24

### Staffel
| Platz | Land | Athletinnen                                             | Zeit      |
| ----- | ---- | ------------------------------------------------------- | --------- |
| 1     | SWE  | Lina Persson Emma Engstrand Helena Jansson              | 1:45:10 h |
| 2     | RUS  | Natalja Kortschowa Julia Nowikowa Tatjana Rjabkina      | 1:45:22 h |
| 3     | FIN  | Katri Lindeqvist Merja Rantanen Minna Kauppi            | 1:46:29 h |
| 4     | NOR  | Marianne Riddervold Mari Fasting Anne Margrethe Hausken | 1:53:57 h |
| 5     | CZE  | Zdenka Stara Radka Brozkova Dana Brožková               | 1:53:58 h |
| 6     | EST  | Annika Rihma Merike Vanjuk Liis Johanson                | 1:53:59 h |
| 7     | SUI  | Ines Brodmann Seline Stalder Lea Müller                 | 1:54:04 h |
| 8     | LTU  | Rasa Ptasekaite Sandra Pauzaite Inga Kazlauskaite       | 1:54:05 h |

Staffel: 1. Juni 2008

Titelverteidigerinnen:  Paula Haapakoski, Heli Jukkola, Minna Kauppi

Ort: Ventspils (Karte: Seaside Park)

## Medaillenspiegel
| Platz | Land       | Gold | Silber | Bronze | Gesamt |
| ----- | ---------- | ---- | ------ | ------ | ------ |
| 1     | Russland   | 2    | 2      | 1      | 5      |
| 2     | Schweden   | 2    | -      | 3      | 5      |
| 3     | Norwegen   | 2    | -      | -      | 2      |
| 4     | Finnland   | 1    | 2      | 4      | 7      |
| 5     | Frankreich | 1    | -      | -      | 1      |
| 6     | Schweiz    | -    | 3      | -      | 3      |
| 7     | Lettland   | -    | 1      | -      | 1      |